# Bror August Gelhaar
Bror August Gelhaar, född 4 mars 1805 i Stockholms stad, död 21 maj 1881 i Hedvig Eleonora församling, Stockholms stad, var en oboist vid Kungliga hovkapellet.

## Biografi
Bror August Gelhaar föddes 4 mars 1805. Han var son till klarinettisten Carl Sigismund Gelhaar och bror till oboisten Fredrik Gelhaar. Gelhaar anställdes 1 juli 1825 som oboist vid Kungliga hovkapellet i Stockholm och slutade 1 juli 1850. Han gifte sig 1831 med Sofia Magdalena Carlsson. Gelhaar avled 21 maj 1881. Makarna Gelhaar är begravda på Solna kyrkogård.